# Мікі ван дер Гарт
Міккі ван дер Гарт (нід. Mickey van der Hart, нар. 13 червня 1994, Амстелвен, Нідерланди) — нідерландський футболіст, воротар клубу «Геренвен».

## Клубна кар'єра
Ван дер Гарт — вихованець амстердамського клубу АФК. У 2007 році він приєднався до Академії іншого столичного клубу — «Аякса». Своєю грою у молодіжній першості Нідерландів молодий воротар привернув на себе увагу керівництва клубу і у 2012 році він підписав з «Аяксом» трирічний контракт. Але в основу гранда ван дер Гарт пробитися не зумів і для набуття ігрової практики відправився в оренду. Спочатку у резервну команду клубу, а потім в «Гоу Егед Іглз».
У 2015 році ван дер Гарт на правах вільного агента переходить до складу іншого клубу Ередивізі «Зволле», де за чотири сезони зіграв майже сто матчів.
У травні 2019 року як вільний агент ван дер Гарт переходить до польського клубу «Лех» і вже в липні того року зіграв перший матч у складі познаньського клубу в Екстракласі.

## Кар'єра в збірній
З 2011 року ван дер Гарт виступав за різні вікові збірні Нідерландів. У 2013 році він брав участь на юнацькому та молодіжному чемпіонатах Європи, які проходили відповідно у Литві та Ізраїлі.

## Особисте життя
Міккі є онуком Кора ван дер Гарта, колишнього гравця «Аяксу» та «Фортуни» з Сіттарда.

## Досягнення
Клубні
Аякс
- Чемпіон Нідерландів (2) 2012/2013,2013/2014
- Володар Суперкубку Нідерландів 2013
- Переможець молодіжної першості Ередивізі 2011/2012

Лех
- Чемпіон Польщі (1) 2021–22

Особисті
- Талант року в «Аяксі» 2011/2012